# Neomaskellia andropogonis
Neomaskellia andropogonis là một loài côn trùng cánh nửa trong họ Aleyrodidae, phân họ Aleyrodinae.
Neomaskellia andropogonis được Corbett miêu tả khoa học đầu tiên năm 1926.